# Сокирне
Сокирне — селище в Україні,у Черкаському районі Черкаської області, підпорядковане Михайлівській сільській громаді. Розташоване на північ від міста Кам'янки. Населення 31 чоловік (на 2001 рік).